# Ściepurzyce
Ściepurzyce (biał. Сцяпужычы, Sciapużyczy; ros. Степужичи, Stiepużyczi) – wieś na Białorusi, w obwodzie mińskim, w rejonie kleckim, w sielsowiecie Szczepicze.

## Historia
W dwudziestoleciu międzywojennym leżały w Polsce, w województwie nowogródzkim, w powiecie nieświeskim, w gminie Kleck. W 1921 miejscowość liczyła 239 mieszkańców, zamieszkałych w 40 budynkach, w tym 237 Polaków i 2 Rosjan. 220 mieszkańców było wyznania prawosławnego i 19 rzymskokatolickiego.
Po II wojnie światowej w granicach Związku Sowieckiego. Od 1991 w niepodległej Białorusi.